# Осон (Кот-д’Ор)
Осо́н (фр. Auxonne) — коммуна во Франции, находится в регионе Бургундия. Департамент коммуны — Кот-д’Ор. Входит в состав кантона Осон. Округ коммуны — Дижон.
Код INSEE коммуны — 21038.

## Население
Население коммуны на 2010 год составляло 7741 человек.
| 1962 | 1968 | 1975 | 1982 | 1990 | 1999 | 2010 |
| ---- | ---- | ---- | ---- | ---- | ---- | ---- |
| 5704 | 5803 | 6485 | 7121 | 6781 | 7162 | 7741 |

## Экономика
В 2010 году среди 4890 человек трудоспособного возраста (15—64 лет) 3665 были экономически активными, 1225 — неактивными (показатель активности — 74,9 %, в 1999 году было 71,0 %). Из 3665 активных жителей работали 3174 человека (1799 мужчин и 1375 женщин), безработных было 491 (212 мужчин и 279 женщин). Среди 1225 неактивных 343 человека были учениками или студентами, 446 — пенсионерами, 436 были неактивными по другим причинам.